# Ахмет Курт-паша
Ахмет Курт-паша (алб. Ahmet Kurt Pasha, араб. أحمد كورت باشا‎, осман. أحمد كورت باشا‎;
?-1787) — основатель и первый правитель пашалыка Берат, полуавтономной области в Османской империи. Он происходил из дворянского рода Музака, основавшего в позднее Средневековье княжество Берат.

## Основание пашалыка
Ахмет Курт-паша сумел вступить в сговор с Блистательной Портой против Мехмеда-паши Бушати в 1774 году. За оказанную им услугу османский падишах Абдул-Хамид I дал ему землю в центральной Албании. Таким образом, был создан пашалык Берат. Ахмет Курт-паша занимался расширением территорий своего пашалыка до самой смерти в 1787 году, включив в его состав всю центральную Албанию и расширив его границы от пашалыка Скутари на севере до эялета Янина на юге.